# Macrotarsipodes
Macrotarsipodes é um gênero de traça pertencente à família Brachodidae.